# بندسر (بهشهر)
بندسر، روستایی است از توابع بخش یانه‌سر شهرستان بهشهر در استان مازندران ایران.

## جمعیت
این روستا در دهستان عشرستاق قرار دارد و براساس سرشماری مرکز آمار ایران در سال ۱۳۸۵، جمعیت آن ۱۲۵ نفر (۴۱خانوار) بوده‌است. مردم بندسر از قومیت طبری هستند. مردم بندسر به زبان طبری (مازندرانی) سخن می‌گویند.